# 借上 (近世)
借上（かりあげ）とは、江戸時代に藩が財政難を打開するために取った措置のことで、家臣の知行や封禄の一部を藩が借り入れる形で支給を停止したり、商人などに与えていた免税などの特権を一時的に停止することを指すが、前者の事例が良く知られている。
1647年（正保4年）の小浜藩の借上などが初期の代表例として知られているが、江戸時代中期以後には多くの藩で採用されるようになった。「借上」は本来であれば期限の定めのある一時的な借入であるため期限がくればその分を家臣に支給（返済）しなければならなかったが、実際には返済が行われず、後には期限の定めも無くなって借上自体が毎年の恒例となり、実質的には減封・減知と同一の措置となっていった。
こうした政策には批判も多く、本多利明の『経世秘策』には既に半知（本来の知行地の半分）以上を借上している藩もあり、生活困難となった家臣は主君を怨敵のように恨んでいる」と痛烈に批判している。